# 玟贵妃
玟貴妃（1835年—1890年），徐佳氏，内务府正黄旗佐領下人誠意之女，咸豐帝之貴妃，生憫郡王。

## 生平
徐佳氏家族家資富有。
咸豐三年（1853年）十一月初三日，「正黃旗松齡佐領下誠意之女」封為玟常在 ，亦作珳常在。
咸豐四年二月二十四日，承乾宮玟常在位下官女子因患耳聾之症而出宮；閏七月十四日，承乾宮玟常在位下官女子因患吐血病而出宮；十二月二十四日，麗貴人、蘭貴人、婉貴人晉為嬪，而玟常在則晉為玟貴人。
咸豐五年四月二十四日，降為玟常在，六月十七日，玟常在因凌虐使女，並且與太監孫來福任意談笑，而被咸豐帝褫革位份，從重懲處，降為官女子，而孫來福則被重責、發遣。咸豐帝稱：「六宮規矩理宜嚴肅，嗣後若再有任性凌虐使女，與大監詼諧，無所不至者，朕必照此辦理。若太監再有似此無規矩者，朕豈能尚如此輕辦，必即將太監正法」。景仁宮太監孫來福發往黑龍江給兵丁為奴。徐官女子享宮分銀六兩，女子一名，並且搬入基化門居住，基化門指的是基化門一側由五間排房形成的小院子，此處在道光年間曾作為七阿哥奕譞出喜痘的隔離居所。
咸豐六年五月二十五日，徐官女子晉為玟常在。咸豐七年九月二十五日，晉為玟貴人。
咸豐八年（1858年）二月初五日丑時，生皇二子，詔封玟貴人為玟嬪，皇二子於同日卯時夭折。七月初七日起，玟嬪的吃食分例照貴人例發放，同年十二月二十四日，正式冊封祺嬪、玟嬪。即使徐佳氏已晉封為玟嬪，但仍然居住在基化門內。
咸丰帝死时，徐佳氏二十五岁。咸丰十一年十月初九日，同治帝升御太和殿，举行了隆重的登基大典，第二天颁发谕旨尊封玟嫔为玟妃，同年十二月二十九日，玟妃所生的皇二子被追封为悯郡王。
同治元年二月，內務府為道光帝和咸豐帝妃嬪安排會親，定於二月十一日，祺妃和玟妃會親，會親時間從早上卯時至傍晚酉時，玟妃在承乾宮與廣敏之妻、誠意之女、誠思之女會親。同治十三年十一月十六日，同治帝奉两宫皇太后懿旨，尊封玟妃为玟贵妃。
光绪十六年十一月初八日逝世，金棺暂安于田村殡宫。光緒十九年四月十三日，玟贵妃金棺随同庄静皇贵妃金棺奉移东陵，四月十八日卯时入葬定陵妃园寝。

## 延伸阅读
[在维基数据编辑]
 《清史稿/卷214》，出自趙爾巽《清史稿》